# Pär Olsson
Pär Axel Olsson, född 23 september 1885 i Gödelöv, Malmöhus län, död 22 juni 1925 i Lund, var en svensk målare, tecknare och amanuens vid Kulturhistoriska museet i Lund. Han var från 1913 gift med konstnären Maja Olsson.
Olsson blev student vid Lunds universitet 1905 och fil. dr vid Uppsala universitet 1922, han var från 1908 amanuens vid Kulturhistoriska museet i Lund. Som konstnär har han utfört ritningar till möbler och konstindustriföremål, exlibris och illuminerade böcker. Tillsammans med Gösta Adrian-Nilsson ställde han 1907 ut på Lunds universitets konstmuseum. På Skånes konstförenings utställning i Malmö 1916 deltog han med tre teckningar.
I sin vetenskapliga forskning ägnade han sig framför allt för Skånes borgar.